# 高井建郎
高井 建郎（たかい たけお、1953年1月12日 - ）は日本の経営者、日本CMK代表取締役社長、執行役員会議長。
群馬県出身。1976年城西大学理学部を卒業後、日本CMKに入社。
2006年執行役員常務、2011年代表取締役副社長執行役員。2014年4月、代表取締役社長に就任。